# Disa katangensis
Disa katangensis är en orkidéart som beskrevs av De Wild. Disa katangensis ingår i släktet Disa och familjen orkidéer. Inga underarter finns listade i Catalogue of Life.